# Тюменєв Олександр Ілліч
Тюменев Олександр Ілліч (12 (24) серпня 1880, Санкт-Петербург — 1 червня 1959, Ленінград) — російський і радянський історик, фахівець з історії стародавнього світу.

## Біографія
Закінчив історико-філологічний факультет Петербурзького університету (1904). Науковий співробітник Ленінградського відділення Комуністичної академії (1928—1931), потім науковий співробітник Державної академії історії матеріальної культури (1931—1938). Викладав у Ленінградському університеті.
Давньосхідні і античні суспільства вважав двома типами рабовласницьких суспільств. Автор перших марксистських праць з історії античних суспільств. 23 січня 1932 обраний академіком АН СРСР по розділу стародавньої історії.
Нагороджений орденом Трудового Червоного Прапора.
Похований на Комарівському кладовищі. Надгробок на могилі нині являє собою пам'ятник культурно-історичної спадщини.

## Основні праці
- «Государственное хозяйство Древнего Шумера» (1956)
- Очерки экономической и социальной теории Древней Греции
- Рабовладельческий город-государство//История Древней Греции. Ч. II (История древнего мира. Т. III./Под ред. С. И. Ковалева). М., 1937.
- Евреи в древности и в средние века. Пг., 1922. С. 63.
- Академик А. И. Тюменев. Восток и Микены
- Теория исторического материализма, СПБ, 1907
- Очерки экономической и социальной истории Древней Греции, т. 1—3, П., 1920—22;
- История античных рабовладельческих обществ. М. — Л., 1935.